# Eunica chlorochroa
Eunica chlorochroa är en fjärilsart som beskrevs av Osbert Salvin 1869. Eunica chlorochroa ingår i släktet Eunica och familjen praktfjärilar. Inga underarter finns listade i Catalogue of Life.